# Diocèse de Kilmore, Elphin et Ardagh
Le diocèse de Kilmore, Elphin et Ardagh est un diocèse anglican de l'Église d'Irlande dépendant de la province d'Armagh.
Les cathédrales épiscopales de Kilmore et Sligo sont conjointement le siège de ce diocèse créé en 1841 par la réunion de trois anciens diocèse siégeant respectivement à Kilmore, Elphin et Ardagh.